# 西元健
西元 健（にしもと けん、1979年〈昭和54年〉6月8日 - ）は、日本の政治家、福岡県豊前市長（1期）、元福岡県議会議員（4期）。

## 来歴
福岡県豊前市に生まれる。豊前市立宇島小学校、豊前市立八屋中学校、福岡県立築上中部高等学校、徳島文理大学英米文学科卒業。明治大学大学院修了。航空会社勤務や国会議員秘書を経て、2013年の福岡県議会議員補欠選挙に立候補し4期務める。県議会では自由民主党会派に所属した。
2024年8月、2025年4月に任期満了を迎える豊前市長選挙に立候補することを表明した。
2025年3月23日投票の豊前市長選挙に無所属で自民、立憲民主、公明の各党の推薦を受け、立候補し、4回目の当選を目指した現職の後藤元秀を破り、初当選を果たした。